# Ясный (аэродром)
Ясный — военный аэродром (вертодром) в Оренбургской области. Расположен в Ясненском районе на северо-западной окраине одноимённого города. Аэродром 4-го класса, способен принимать лёгкие самолёты типа Ан-2 и вертолёты всех типов. Рассчитан на размещение до 9 летательных аппаратов.
На аэродроме базировалась авиация Ракетных войск стратегического назначения России — 84-я отдельная вертолётная эскадрилья в/ч 95821 на (вертолётах Ми-8), с 1964 по 2011 год. В 2011 году эскадрилья расформирована, личный состав и вертолёты переданы в 48-ю Авиабазу Центрального военного округа в/ч 45123. На аэродроме Ясный для поддержания жизнедеятельности работает авиационная комендатура от 48-й АвБ.
Данный вертодром служит для транспортного обеспечения ЗАТО Комаровский (ранее п. Ясный-2 и пгт Домбаровский-3) и дислоцированной здесь 13-й Оренбургской Краснознаменной ракетной дивизии РВСН в/ч 68545. Также в районе базирования дивизии, возле шахтно-пусковых установок стратегических ракет и других удалённых объектов оборудованы посадочные площадки, именуемые как «Ясный-хх» (где хх, это буквенный код или цифровой номер площадки), общим количеством более 60 шт.